# Luis Adolfo Siles Salinas
Luis Adolfo Siles Salinas (La Paz, Bolivia; 21 de junio de 1925-19 de octubre de 2005) fue un abogado y político boliviano. Fue Vicepresidente de Bolivia entre el 6 de agosto de 1966 y el 27 de abril de 1969 y Presidente de Bolivia entre el 27 de abril y el 26 de septiembre de 1969.
Hijo de Hernando Siles Reyes que fue un político boliviano y Presidente de la República (1926-1930) y de Luisa Salinas Vega, quienes tuvieron tres hijos: Luis Adolfo, Jorge y Teresa. Se casó con Clemencia Santa Cruz García, bisnieta del Mariscal Andrés de Santa Cruz, Presidente de Bolivia.
Estudió Derecho en la Universidad San Francisco Javier de Sucre, Bolivia.

## Biografía
Fue líder del Partido Social Demócrata, se postuló a la Vicepresidencia en 1966 acompañando a Barrientos. Ejerció dicho cargo entre 1966 y 1969. Tuvo un papel preponderante como presidente del Congreso Constituyente que promulgó la Constitución de 1967. 
En 1969 sucedió a Barrientos, tras la muerte de este. Inauguró la televisión en Bolivia. Fue fundador del Pacto Andino luego Comunidad Andina de Naciones. Ese mismo año fue derrocado por el general Ovando. Durante el gobierno del general Hugo Banzer Suárez desarrolló su labor como presidente de la comisión de Justicia y Paz en defensa de los derechos humanos. En 1979 apoyó la candidatura de la UDP y en 1980 fue candidato presidencial de una coalición de partidos de centro y algunos grupos de izquierda. Apoyó el movimiento organizado en 1981 contra la dictadura de Luis García Meza. Fue magistrado de la Corte Suprema de Justicia. Murió el 19 de octubre de 2005 en La Paz.